# 야마구치 메구미
야마구치 메구미(일본어: 山口 愛 やまぐち めぐみ[*], 1997년 5월 12일 ~ )는 일본의 배우이자, 성우. 가나가와현 출신. 극단 히마와리 소속.